# ایلماری نیملاینن
ایلماری نیملاینن (فنلاندی: Ilmari Niemeläinen; ۱۶ دسامبر ۱۹۱۰ – ۲۸ مهٔ ۱۹۵۱) معمار و شیرجه‌رو اهل فنلاند بود.
از افتخارات وی میتوان به کسب مدال برنز برنامه‌ریزی شهری در بخش مسابقات هنری بازی‌های المپیک تابستانی ۱۹۴۸ اشاره کرد.